# Cividale del Friuli
Cividale del Friuli (em friulano: Cividât; em esloveno: Čedad; em alemão: Östrich) é uma comuna italiana da região do Friuli-Venezia Giulia, província de Udine, com cerca de 11.355 habitantes. Estende-se por uma área de 50 km², tendo uma densidade populacional de 227 hab/km². Faz fronteira com Corno di Rosazzo, Moimacco, Premariacco, Prepotto, San Pietro al Natisone, Torreano.
Era conhecida como Fórum Júlio (Forum Iulii) durante o período romano.